# 高山景子
高山 景子（たかやま けいこ、1976年12月4日 - ）は、フリーアナウンサー。元新潟総合テレビ（NST）、元テレビ愛媛（EBC）アナウンサー。

## 来歴
- 新潟県新発田市出身。
- 身長:163cm、血液型:B型。
- 新発田市立猿橋中学校、新潟県立新発田高等学校、関西大学経済学部経済学科卒業。
- 初めはフリーとして新潟放送（BSN）や新潟テレビ21（NT21→UX）の番組等に出演するが、2001年4月にNSTへアナウンサーとして入社。その後2004年にEBCへ移籍しアナウンサー、ディレクターを担当。2009年12月25日に同局を退職し再度フリーとなり、オフィスケイアールを経て、2023年はテレビ新潟の関連会社であるTeNYサービスの社内カンパニー「ニューブライトプロモーション」に属している。
- EBC時代には、同局の地上デジタル放送推進大使に任命されていたこともある。また、2005年、2006年度のFNSアナウンス大賞ナレーション部門の特別賞を2年連続で受賞している。
- 趣味:旅行、写真、料理
- 資格:2級小型船舶操縦士、特殊小型船舶操縦士、潜水士（PADIアシスタントインストラクター）

## 今までの主な出演番組

### テレビ（局アナ時代、フリー問わず）
NST
- NSTスピーク（FNNスピークの新潟ローカル） - ローカルニュースキャスター
- NSTスーパーニュース - お天気キャスター
- スマイルスタジアムNST - MC、レポーター

など
EBC
- EBCスーパーニュース - キャスター
- EBC報道特別番組 出張知事室テレビ生討論 - メインMC
- SAJ公認ハーフパイプ選手権大会 - 実況
- FNSドキュメンタリー大賞 この国の医療の形 - ナレーション
- 衆議院選挙特別番組 踊る大選挙戦 - ローカル速報キャスター
- FNS27時間テレビ - 愛媛EBC中継レポーター

など
UX
- 小野沢裕子のいきいきワイド

BSN
- P&Gのお店めぐり
- ぎおん柏崎まつり

テレビ神奈川(TVK)
- ありがとう! - リポーター
- 秦野たばこ祭り - レポーター

東京メトロポリタンテレビジョン
- チェックタイム 「ロンドンオリンピック」 - 担当キャスター
- TOKYO MX NEWS（朝） 「ソチオリンピック」 - 担当キャスター

### テレビCM
- ソフトバンク携帯CM「優勢」編 - 中継レポーター役

### イベントMC
- 第32回全国育樹祭 - 総合司会(皇太子臨席)
- 愛媛県民文化祭 - 総合司会
- アートネイチャー事業報告説明会
- スマトラ沖地震チャリティステージ
- 日本眼内レンズ屈折手術学会

など